# Lechedo (Villarcayo de Merindad de Castilla la Vieja)
Lechedo es una entidad de población española del municipio de Villarcayo de Merindad de Castilla la Vieja, perteneciente a la provincia de Burgos, en la comunidad autónoma de Castilla y León.

## Toponimia
El lugar puede encontrarse referido como Lechedo y Lechedo de Medina.

## Historia
Hacia mediados del siglo XIX, el lugar, por entonces perteneciente al municipio de Aldeas de Medina, tenía contabilizada una población de 8 habitantes. Aparece descrito en el décimo volumen del Diccionario geográfico-estadístico-histórico de España y sus posesiones de Ultramar de Pascual Madoz con las siguientes palabras:

LECHEDO DE MENDINA: ald. en la prov., dióc., aud. terr. y c. g. de Burgos (14 leg.), part. jud. de Villarcayo (1/2), y ayunt. titulado de las 14 aldeas de Medina de Pomar (1/2). sit. sobre una pequeña altura contigua al r. Nela, y á tiro de fusil de la carretera de Burgos á Bercedo; su clima es bastante sano; reinan los vientos N. y S., y las enfermedades que con mas frecuencia se padecen, son las catarrales. Tiene 3 casas y corresponde en cuanto á lo parroquial á Medina de Pomar; hay una ermita con el título de San Juan, tocante á la pobl. pero sin uso: los vec. se surten para sus usos de las aguas del citado r. Nela. Confina el térm. N. granja de Robredo; E. Villanueva la Lastra; S. Quintanilla de los Adrianos, y O. Villacomparada de Rueda. El terreno es montuoso de secano: pasa por él el citado r., á cuya orilla hay alameda de chopo: por la parte S. y O. se encuentra algo de monte. caminos: los de servidumbre, y la correspondencia se recibe de Medina de Pomar. prod.: trigo, centeno, cebada y legumbres; ganado cabrío; caza de liebres y perdices; y pesca de truchas escelentes, barbos y anguilas. ind.: la agrícola y un molino harinero de 3 ruedas. pobl.: 2 vec., 8 almas.
(Madoz, 1847, p. 114)

En la actualidad, pertenece al municipio de Villarcayo de Merindad de Castilla la Vieja. En 2024, la entidad singular de población de Lechedo tenía empadronados 4 habitantes, todos ellos en el núcleo de población de ese mismo nombre.